# Moksha: Salvation
Moksha: Salvation (inaczej Moksha)  – bollywoodzki dramat i thriller wyreżyserowany i wyprodukowany przez debiutanta Ashok Mehta, operatora Kisna, Dil Ka Rishta, czy Oczy. W rolach głównych Arjun Rampal i Manisha Koirala. Tematem filmu jest niespełnienie się: w oczach rodziców, własnych, ukochanej. A także pragnienie sprawiedliwości, które staje się obsesją. Dla bohatera ważniejsze stają się jego idee niż kochająca go kobieta.
Arjun Rampal – nagrodzony za najlepszy debiut, także w filmach Pyaar Ishq Aur Mohabbat i Deewaanapan. Ashok Mehta za zdjęcia do filmu (National Film Awards).

## Fabuła
Vikram (Arjun Rampal), syn milionera, który dorobił się na hodowli koni wyścigowych, czuje się nierozumiany przez swego ojca (Suresh Oberoi). Odrzucając jego pogoń za pieniędzmi studiuje prawo, aby móc walczyć z niesprawiedliwością, bronić biednych niewinnych ludzi. Marzy mu się założenie kancelarii adwokackiej dla najbardziej pokrzywdzonych, dla najbiedniejszych. Na te inwestycje brakuje mu jednak pieniędzy. Ojciec nie chce zainwestować uważając go za szalonego idealistę. Inni chwaląc pomysł nie chcą angażować się w coś tak niedochodowego. Tracącego nadzieję Vikrama wspiera zakochana w nim Ritika (Manisha Koirala), ale gdy zdesperowany Vikram wpada na pomysł obrabowania banku, dochodzi między nimi do starcia.

## MotywyBollywoodu
- Ritika i Vikram spacerują po plażach Mumbaju, przejeżdżają autem przez miasto, widać je z wyspy, na której dochodzi między nimi do dramatycznej rozmowy o zdradzie Ritiki. Mumbaj jest też tłem m.in. -Shootout at Lokhandwala, Duch, No Smoking, Towarzystwo, Dil Hi Dil Mein, Podróż kobiety, Życie w... metropolii, Chameli, Chaahat, Ghulam, Saathiya, Mann, Being Cyrus, Dushman, Chalte Chalte, Mere Yaar Ki Shaadi Hai, Nigdy cię nie zapomnę, Taxi Number 9211, Bombay, Black Friday, Sarkar, Lajja, Hungama, Fiza, Hum Tum, My Bollywood Bride, czy Silsilay.
- Vikram oskarżony o zabicie Ritiki sam broni się w sądzie. Z dystansem mówi o sobie w trzeciej osobie. Jego rodzice z bólem widzą go na ławie oskarżonych. Sceny w sądzie – też m.in. w filmach – Viruddh... Family Comes First, Veer-Zaara, Aitraaz, Raju Ban Gaya Gentleman, Ghulam, Shootout at Lokhandwala, Akele Hum Akele Tum, Army, Namiętność, Phir Milenge, Main Aisa Hi Hoon, Taxi Number 9211, Vaada, Anniyan.
- Vikram oskarża w sądzie przyjaciółkę Ritiki, że była zazdrosna o niego, groziła mu, gdy się związał z dziewczyną. Sugeruje jej, że kochała ją miłością lesbijską. Motyw lesbijski pojawia się w Bollywoodzie bardzo rzadko np. Girlfriend, Ogień, Podkręć jak Beckham, czy Kama Sutra – A Tale Of Love (autorkami ostatnich trzech filmów są kobiety reżyserujące poza Indiami).
- Ojciec nie rozumie Vikrama. Dla niego najważniejszy jest pieniądz, dla Vikrama służenie ludziom. Nie chce mu pomóc zainwestować w wymarzoną przez syna „kancelarię obrony ubogich”. Dramatyczna relacja ojca z synem też m.in. – Aa Ab Laut Chalen, Czasem słońce, czasem deszcz, Devdas, Iqbal, Waqt: The Race Against Time, Więzy miłości, Ogrodnik, Eklavya: The Royal Guard, Sarkar, czy Okkadu.
- Vikram z zachwytem słucha Ritiki grającej na fortepianie. Rozczulony patrzy na jej rozmowę z babcią. Podobna scena z babcią, fortepianem i Manishą Koiralą pojawia się też w Mann.

## Obsada
- Arjun Rampal – Vikram Sehgal – Nagroda Screen Weekly za Najlepszy Debiut
- Manisha Koirala – Ritika Sanyal
- Kalpana Pandit – Neelima
- Suresh Oberoi – p. Sehgal (ojciec Vikrama)
- Kamal Chopra
- Pawan Chopra
- Farida Jalal – matka Salima
- Sushma Seth – babka Ritiki (Nani)
- Sulabha Deshpande – Landlady
- Shubhangi Gokhale
- Danny Denzongpa – kawaler Simon
- Naseeruddin Shah – Dean
- Kiran Kumar – prawnik
- Gulshan Grover – p. Mehra (prokurator)
- Paresh Rawal – wujek Sharan (Mamaji)

## Muzyka
Muzykę do filmu skomponował Rajesh Roshan, twórca muzyki do takich filmów jak Kaala Patthar, King Uncle, Karan Arjun, Koyla, Kudrat, Koi... Mil Gaya, Krrish', Aetbaar, czy Kaho Naa... Pyaar Hai, Na Tum Jaano Na Hum.
- Jaan Leva
- Humko Pyar Hai
- Seep Mein Moti (Female)
- Nani Ma (Lori Version)
- Nani Ma
- Mohabbat Zindagi Hai
- Seep Mein Moti (Male)
- Jaan Leva – 2
- Beginning of The End